# Lobbes
Lobbeslà một đô thị ở tỉnh Hainaut. Tại thời điểm ngày 1 tháng 1 năm, 2006, Lobbes có dân số 5.499 người. Tổng diện tích là 32.08 km² với mật độ dân số là 171 người trên mỗi km².
Thị trấn đã phát triển quanh tu viện Lobbes, một tư viện được thiết lập ở đó khoảng năm 650.